# Решетняк Дмитро Іванович
Дмитро́ Іва́нович Решетня́к (6 травня 1992 — 18 лютого 2016) — лейтенант Збройних сил України, учасник російсько-української війни.

## Життєпис
Народився 1992 року у місті Дніпропетровськ, 2009-го закінчив ЗОШ № 96 із золотою медаллю. Здобув 2 вищі освіти.
Після закінчення Львівської академії сухопутних військ командував 2-м мотопіхотним взводом 20-го батальйону територіальної облрони у складі 93-ї механізованої бригади. Бойовий досвід набув у боях за втримання Пісків. 17 лютого підірвався на міні.
17 лютого 2016 року під час роботи з розмінування поблизу села Піски Ясинуватського району загинув лейтенант Олексій Лисенко — підірвався на міні. Смертельного поранення зазнав лейтенант Дмитро Решетняк: втратив обидві ноги, у важкому стані доставлений до лікарні міста Селидове. Військові медики більше 10 годин боролися за його життя, о 4:05 серце зупинилося.
20 лютого 2016-го похований у Дніпропетровську.
Залишилися мама Тетяна Олексіївна Решетняк, батько.

## Нагороди та вшанування
За особисту мужність, сумлінне та бездоганне служіння Українському народові, зразкове виконання військового обов'язку відзначений — нагороджений
- орденом Богдана Хмельницького ІІІ ступеня (8.4.2016, посмертно)[1]
- відзнакою командира 20-го мотопіхотного батальйону
- почесною відзнакою «Учасник бойових дій»
- пам'ятним нагрудним знаком «93 окрема гвардійська механізована бригада»
- у вересні 2016 року в Дніпровській середній школі № 96 відкрито меморіальну дошку Дмитру Решетняку.